# فرودگاه مرسی مطروح
فرودگاه مرسی مطروح (به انگلیسی: Marsa Matrouh Airport) یک فرودگاه همگانی با کد یاتا MUH است که یک باند فرود آسفالت دارد و طول باند آن ۳۰۰۰ متر است. این فرودگاه در شهر مرسی مطروح کشور مصر قرار دارد و در ارتفاع ۲۹ متری از سطح دریا واقع شده‌است.